# Chloropsina affulgens
Chloropsina affulgens är en tvåvingeart som beskrevs av Deeming 1981. Chloropsina affulgens ingår i släktet Chloropsina och familjen fritflugor.
Artens utbredningsområde är Nigeria. Inga underarter finns listade i Catalogue of Life.